# Curtimeticus
Genre
Curtimeticus est un genre d'araignées aranéomorphes de la famille des Linyphiidae.

## Distribution
Les espèces de ce genre sont endémiques du Yunnan en Chine,,.

## Liste des espèces
Selon World Spider Catalog (version 24, 27/01/2023) :
- Curtimeticus nebulosus Zhao & Li, 2014
- Curtimeticus rutundus Irfan, Zhang & Peng, 2022

## Systématique et taxinomie
Ce genre a été décrit par Zhao et Li en 2014 dans les Linyphiidae.

## Publication originale
- Zhao & Li, 2014 : « A survey of linyphiid spiders from Xishuangbanna, Yunnan Province, China (Araneae, Linyphiidae). » ZooKeys, no 460, p. 1-181 (texte intégral).